# Thi hành pháp luật

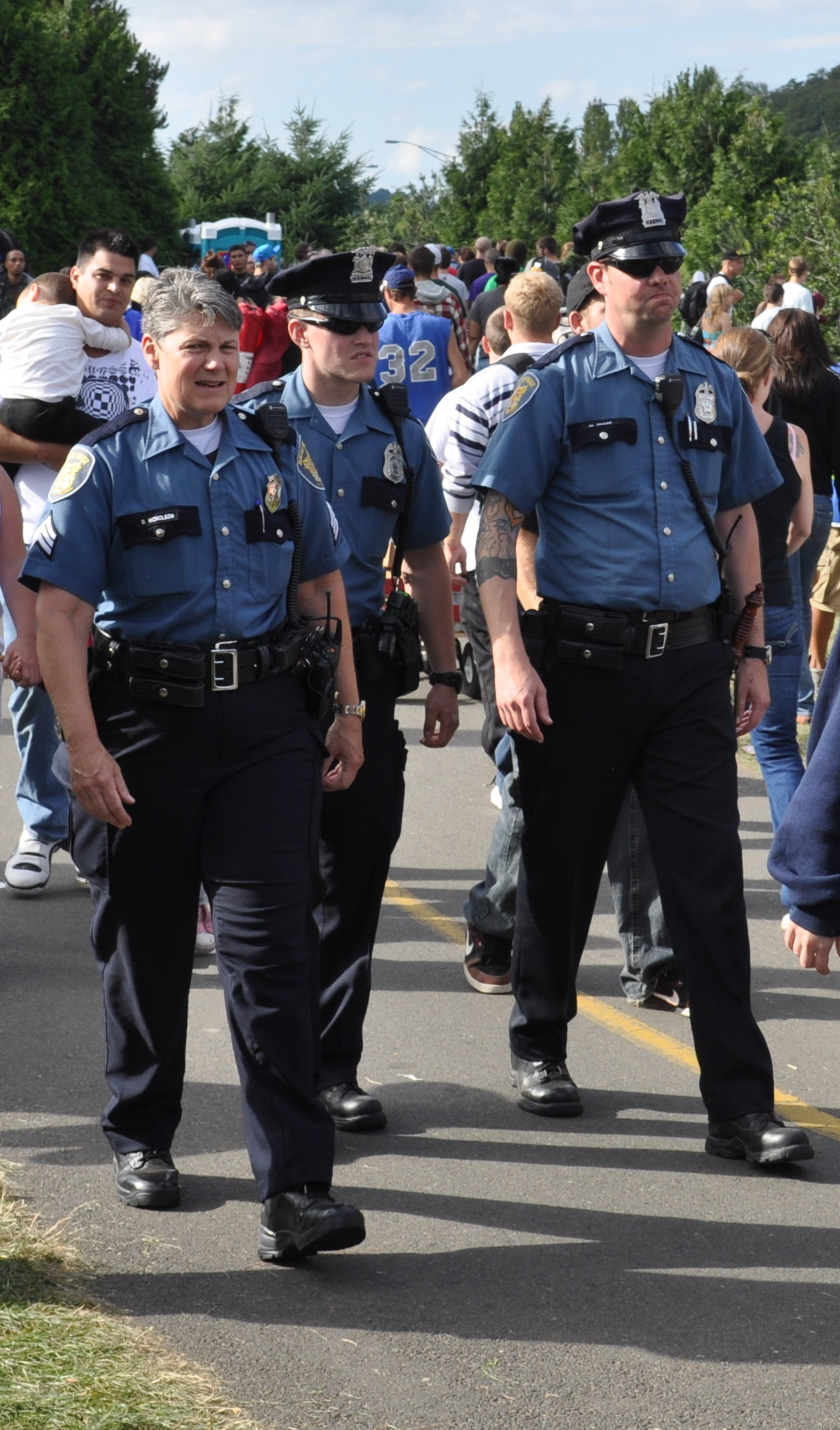
Cảnh sát của Seattle đi tuần tra tại Seattle Hempfest.

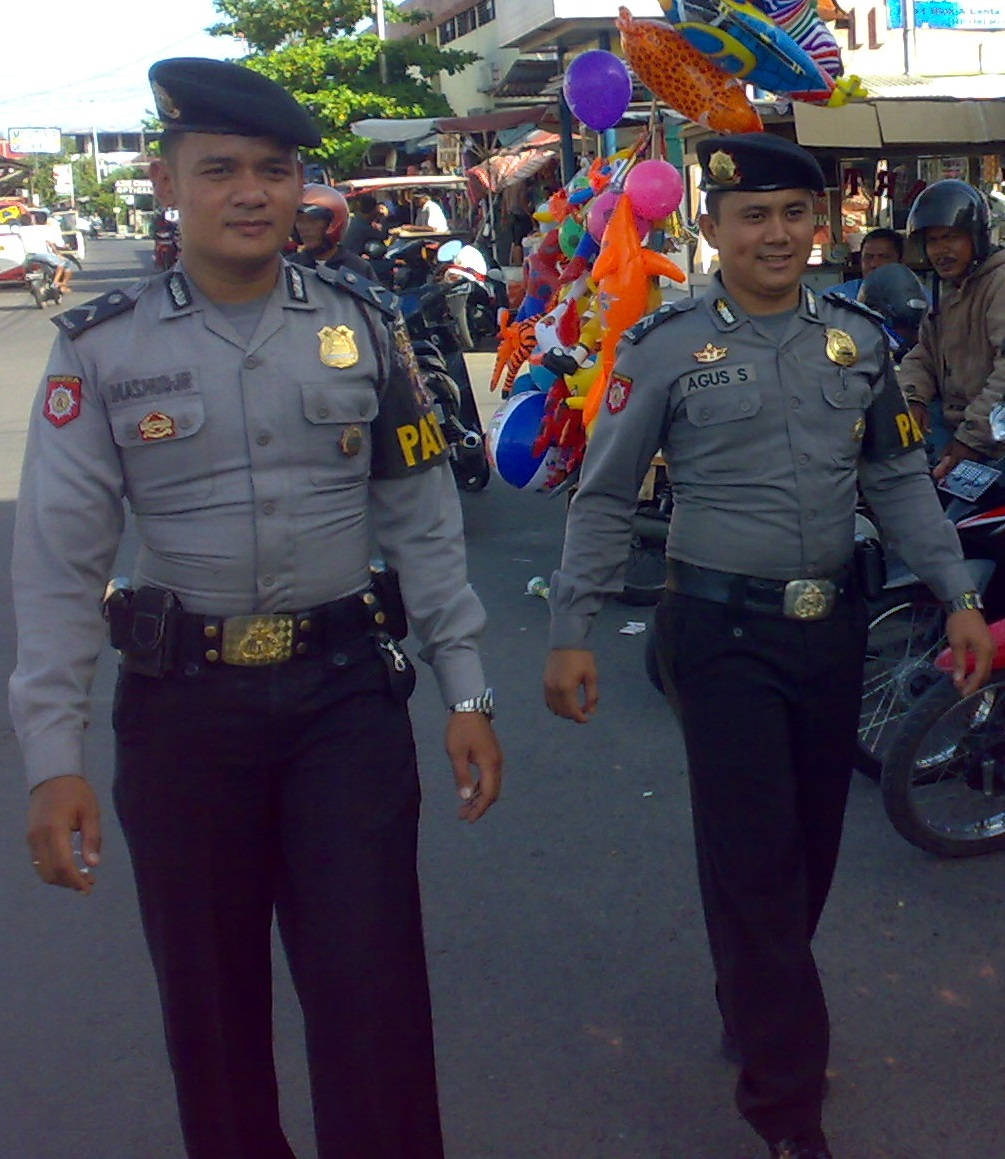
Cảnh sát Quốc gia Indonesia trong một cuộc tuần tra đi bộ

Thi hành pháp luật hay thực thi pháp luật là một hệ thống mà một số thành viên của xã hội hành động theo một phong cách có tổ chức để thực thi pháp luật bằng cách khám phá, ngăn chặn, phục hồi, hoặc trừng phạt những người vi phạm luật lệ và các quy tắc chi phối xã hội đó. Mặc dù thuật ngữ có thể bao gồm các thực thể như tòa án và nhà tù, nó thường xuyên nhất được áp dụng cho những người trực tiếp tham gia vào các cuộc tuần tra hoặc giám sát để ngăn cản và khám phá các hoạt động tội phạm, và những người điều tra tội phạm và bắt người phạm tội, là một nhiệm vụ thường được cảnh sát hoặc một cơ quan thi hành pháp luật thực hiện. Hơn nữa, mặc dù thực thi pháp luật có thể được quan tâm nhất đến việc phòng ngừa và trừng phạt tội phạm, các tổ chức tồn tại để ngăn cản một loạt các hành vi vi phạm không phải hình sự của các quy tắc và chuẩn mực, thực hiện thông qua việc áp dụng các hậu quả ít nghiêm trọng.